# Westelijk dambordje
Het westelijk dambordje (Melanargia occitanica) is een vlinder uit de familie Nymphalidae (vossen, parelmoervlinders en weerschijnvlinders). De voorvleugellengte bedraagt 25 tot 28 millimeter. De soort komt voor in Noord-Afrika en Zuidwest-Europa. De soort heeft jaarlijks één generatie die vliegt van april tot in juni. De vlinder vliegt op hoogtes tot 1500 meter.
De waardplanten van het westelijk dambordje zijn soorten uit de grassenfamilie. De soort overwintert als rups.

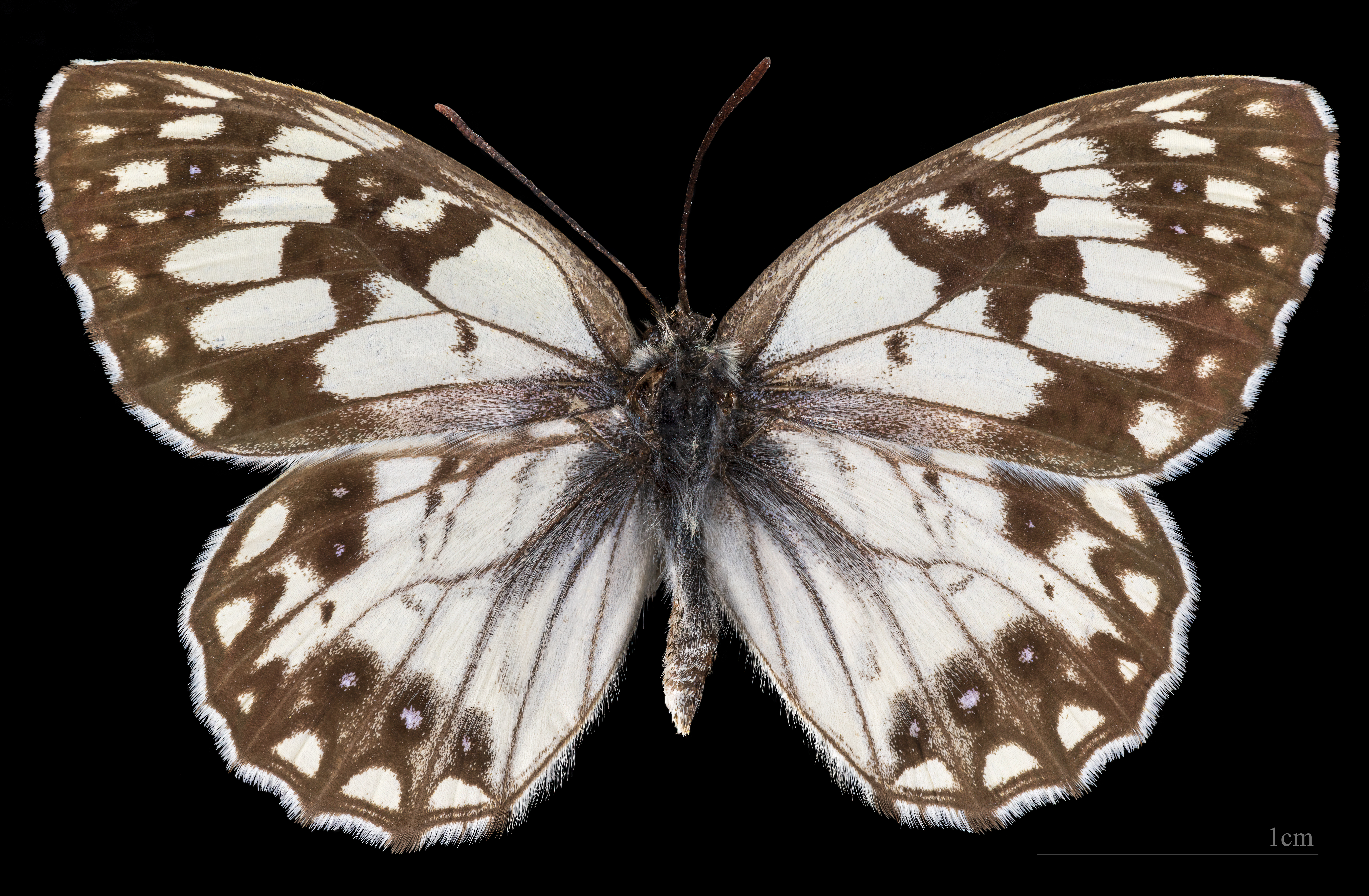
Melanargia occitanica ♂
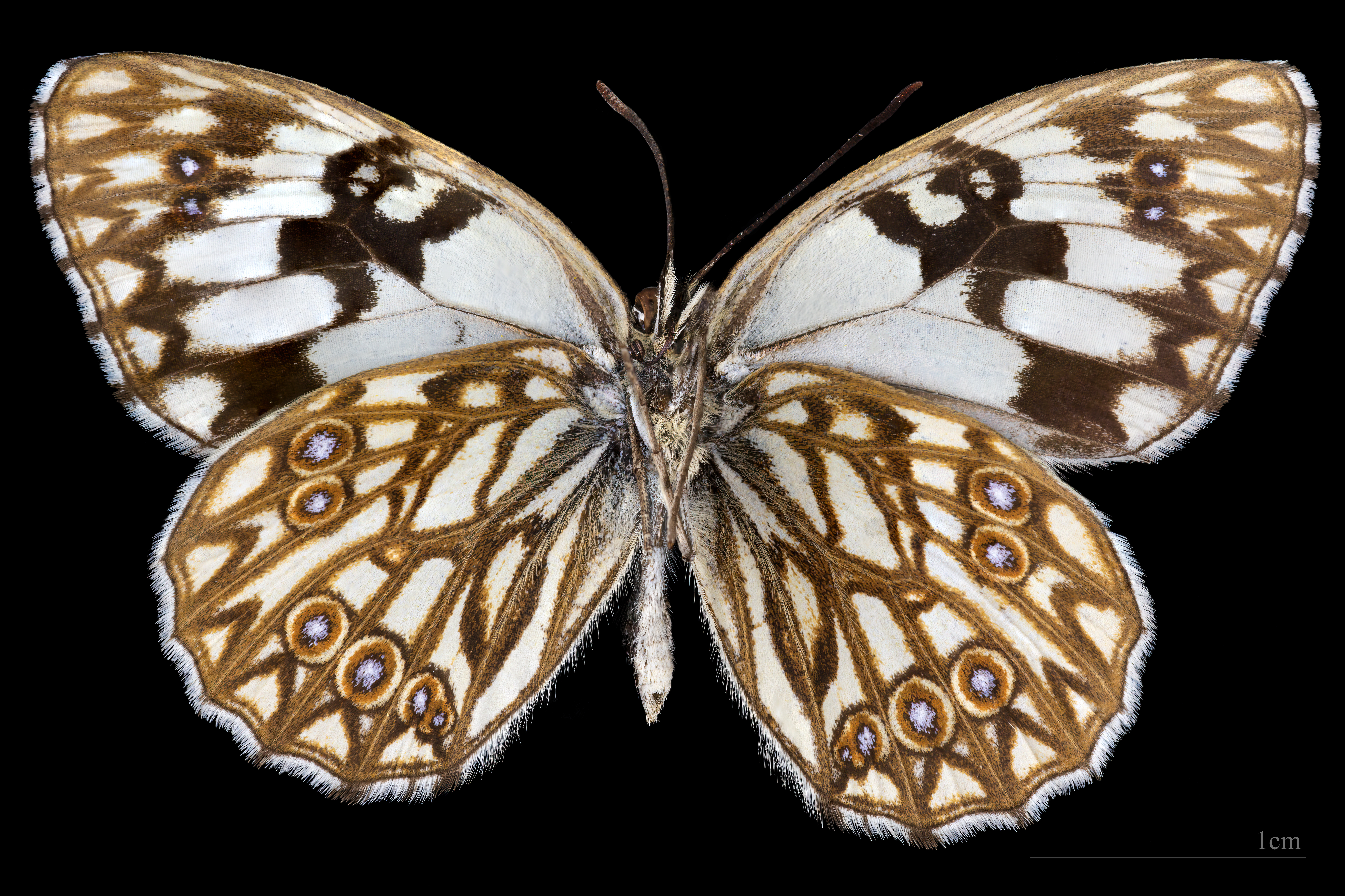
Melanargia occitanica ♂   △

## Synoniemen
- Papilio syllius Herbst, 1796
- Papilio psyche Hübner, 1799